# 13329 Davidhardy
13329 Davidhardy (1998 SB32) là một tiểu hành tinh vành đai chính được phát hiện ngày 20 tháng 9 năm 1998 bởi Spacewatch ở Kitt Peak.
Nó được đặt theo tên British astronomical và science-fiction artist David A. Hardy (born 1936).